# メトロ・ビルバオ
メトロ・ビルバオ(スペイン語: Metro de Bilbao, バスク語: Bilboko metroa)は、スペイン・バスク州ビスカヤ県ビルバオを中心とするビルバオ都市圏で運行されている地下鉄（ラピッド・トランジット）である。日本ではビルバオ地下鉄とも呼ばれる。
主要2路線はネルビオン川の流域を重複して走り、サン・イナツィオ駅で分岐してビスケー湾沿いを走る。メトロ・ビルバオの路線網はビルバオ・トラム（路面電車）、セルカニアス・ビルバオ（通勤鉄道）、バスク鉄道（通勤鉄道）、スペイン狭軌鉄道(FEVE)、レンフェ（スペイン国鉄）、バスターミナルと接続している。2013年時点の総延長距離は43.31kmであり、地下に25駅、地上に16駅の計41駅を持つ。スペインで4番目に建設されたメトロ（地下区間を有する都市鉄道）であり、乗客数ではスペインで3番目である。

## 路線概況

### 運行中の路線
| 路線 | ターミナル                    | 延長距離 | 駅数 | 総駅数 | 運行                     |
| ---- | ----------------------------- | -------- | ---- | ------ | ------------------------ |
|      | エチェバリ駅 / プレンツィア駅 | 33.3km   | 28駅 | 29駅   | メトロ・ビルバオ株式会社 |
|      | バサウリ駅 / カビエセス駅     | 22.9km   | 24駅 | 25駅   | メトロ・ビルバオ株式会社 |
|      | サントゥルツィ駅 / ママリガ駅 | 0.4km    | 2駅  | 2駅    | メトロ・ビルバオ株式会社 |
|      | ククラガ駅 / マティコ駅       | 5.9km    | 7駅  | 7駅    | バスク鉄道               |
| 総計 | 総計                          | 61.9km   | 61駅 | 63駅   |                          |

（注）サン・イシドロ駅とエチェバリ駅の間はL-1とL-2で重複しているが、総計には重複区間10.39km（12駅）を含んでいる。

### 将来的な路線網
| 路線               | 起終点                            | 現状   | 延長距離 | 総駅数 | 運行                     |
| ------------------ | --------------------------------- | ------ | -------- | ------ | ------------------------ |
| L-1                | エチェバリ駅 / プレンツィア駅     | 開業済 | 31.0km   | 29駅   | メトロ・ビルバオ株式会社 |
| L-2                | バサウリ駅 / カビエセス駅         | 開業済 | 20.0km   | 25駅   | メトロ・ビルバオ株式会社 |
| ママリガ・シャトル | サントゥルツィ駅 / ママリガ駅     | 開業済 | 0.5km    | 2駅    | メトロ・ビルバオ株式会社 |
| L-3                | エチェバリ＝ノルテ駅 / マティコ駅 | 建設中 | 5.9km    | 7駅    | メトロ・ビルバオ株式会社 |
| 空港線             | マティコ駅 / ビルバオ空港駅       | 建設中 | 6.5km    | 3駅    | バスク鉄道               |
| L-4                | マティコ駅 / レカルデ駅           | 検討中 | 6.0km    | 7駅    | メトロ・ビルバオ株式会社 |
| L-5                | エチェバリ駅 / ウサンソロ駅       | 検討中 | 8.8km    | 6駅    | メトロ・ビルバオ株式会社 |
| 総計               | 総計                              |        | 68.3km   | 62駅   |                          |

（注）サン・イナツィオ駅からエチェバリ駅までは12駅10.4kmにわたってL-1とL-2が重複しているが、総計では重複区間をひとつとしている。

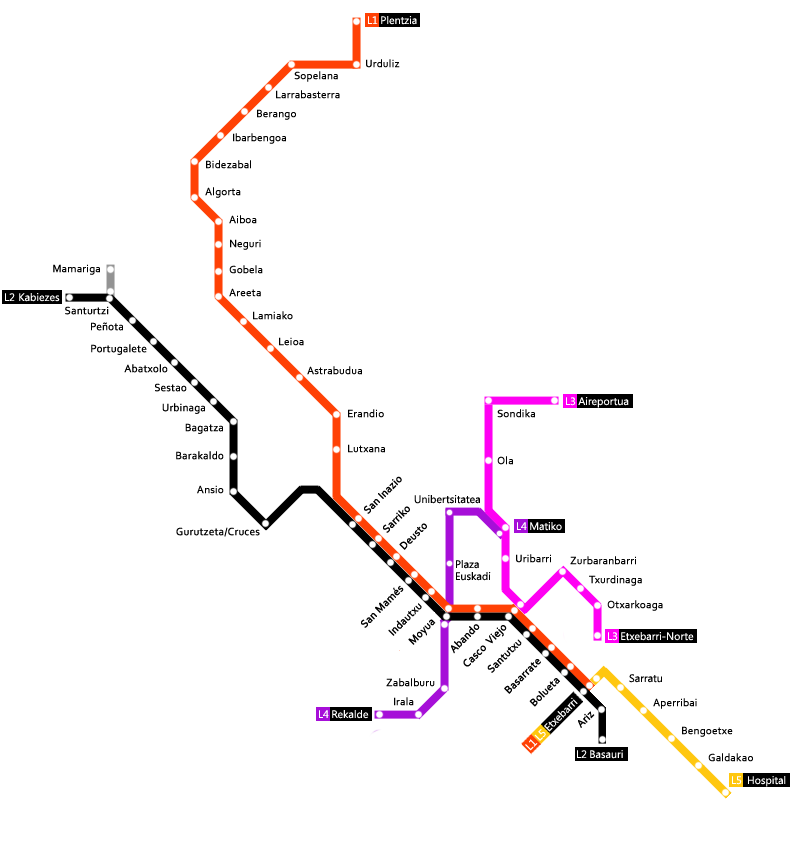
L-4とL-5を含めた建設計画

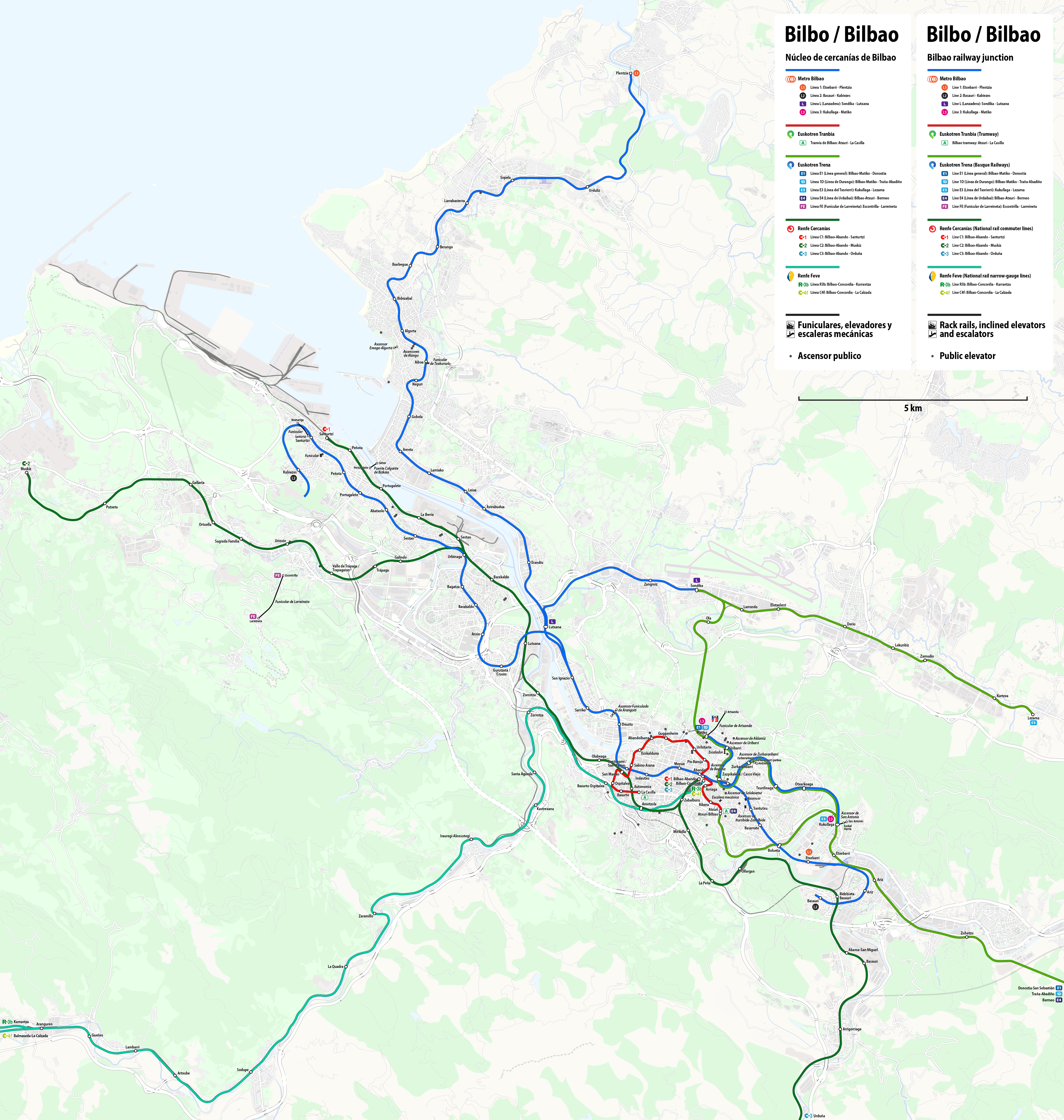
正縮尺にて描かれたメトロ・ビルバオの路線図です。

### 乗り換え
- ボルエタ駅

バスク鉄道 : L1、L1d、L3
ビスカイバス
ビルボバス
- カスコ・ビエホ駅

バスク鉄道 : L4
ビルバオ・トラム
- ビルバオ＝アバンド駅

セルカニアス・ビルバオ : C1、C2、C3、C4、R3b、T-1
レンフェ: 長距離列車
ビルバオ・トラム
ビスカイバス
ビルボバス
- サン・マメス駅

セルカニアス・ビルバオ : C1、C2、C4
ビルバオ・トラム
テルミバス : ビルバオ最大のバスターミナル
- サン・イシドロ駅

メトロ・ビルバオ : L1、L2
ビルボバス
この他にも、多くの駅がバス路線と接続している。ウルビナガ駅はセルカニアス・ビルバオのC1とC2を結ぶ目的で建設され、アンシオ駅はバスターミナルを備えている。しかし、これらの路線接続計画は2011年時点で終了しておらず、ウルビナガ駅の計画は2009年に再開された。将来的には各輸送機関の接続路線としてビルバオ・トラムが利用される予定である。

## 歴史

### 前史

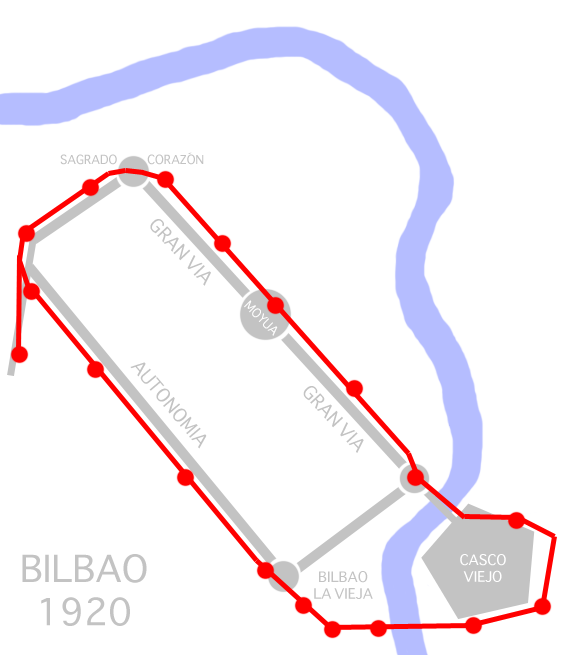
1920 年の地下鉄建設計画

ビルバオ市にメトロを建設するという計画は古くから存在した。1920年代、市議会は近隣のアバンドやサン・フランシスコとビルバオをつなぐメトロの建設計画を準備した。その後すぐに世界的な経済危機が起こり、1930年代後半のスペイン内戦が計画に決定的な終止符を打った。
1971年、ビスカヤ県政府・ビルバオ市議会・商工会議所はビルバオ都市圏の輸送ニーズを検討するための委員会を設立した。5年後の1976年、ビスカヤ交通組合（略称CTB : クレディトランスも参照。）が設立された。同年には1985年にメトロを開業するためのふたつの提案がなされたが、最初の提案は現行の路線網とほぼ同じものだった。1年後の1977年にはメトロの建設計画が策定されたが、建設への反対意見が続出し、異なる交通機関の間の意見の相違もあって建設計画は中止された。1985年に建設計画が変更され、新しい計画が策定された。最終的に1987年、バスク自治州政府はビルバオ・メトロの建設と資金調達の計画を承認した。

### 建設
メトロ方式がビルバオの交通渋滞問題の改善に最適だと判断された後、メトロの総合的なデザインに関する公開コンペが行われ、1988年に建築家のノーマン・フォスターとそのパートナーの案が選択された。同年、既存のビルバオ＝プレンツィア鉄道でエランディオに初の地下駅が開業した。1989年にはビルバオ市中心部でメトロの建設が開始され、モジュア広場は1997年まで歩行者の通行が禁止された。特にデウスト地区とサン・イナツィオ地区での建設工事は複雑であり、開削トンネルの掘削では何棟かの建物が騒音被害を訴え、深刻な交通遮断を引き起こした。この掘削方法は、他の場所で使用されたトンネルボーリングマシンによる掘削方法とは大きく異なっている。

## 路線

### L-1（開業済）
L-1の第1期部分は1995年11月11日に開業し、カスコ・ビエホ駅とプレンツィア駅の間に23駅が設けられた。ビルバオ市外の線路は、かつてバスク鉄道（通勤鉄道）やスペイン狭軌鉄道（通勤鉄道）が使用していたものだった。1996年にはゴベラ駅、1997年7月5日にはサントゥチュ駅、バサラテ駅、ボルエタ駅が加わり、L-1の総駅数は27駅となった。2010年にはL-1の延伸区間にイバルベンゴア駅の開業が予定されていたが、結局延期されて2012年に開業した。

### L-2（開業済）
2002年4月13日、5駅（グルツェタ＝クルセス駅、アンシオ駅、バラカルド駅、バガツァ駅、ウルビナガ駅）を新設してL-2が開業した。L-1はネルビオン川の北東側を走っていたが、L-2は川の南西側を走り、メトロの路線網は「Y」字状となった。2路線はビルバオ市中心部で路線が重複する区間を走った後、サン・イナツィオ駅で二手に分岐し、L-2はビルバオ港西岸にあるサントゥルツィに向かう。
最東端の駅はL-1との重複区間にあるエチェバリ駅であり、2005年1月8日にセスタオ駅とともに開業した。2007年1月20日にはビスケー湾沿いのポルトゥガレテまで延伸し、アバチョロ駅とポルトゥガレテ駅の2駅が加えられた。2009年7月4日にはサントゥルツィにペニョタ駅とサントゥルツィ駅が開業した。2014年中にはL-2がサントゥルツィ駅から1駅分延伸し、終着駅としてカビエセス駅が新設される。車両基地の建設が予定されているマイニング・ゾーンやオルトゥエジャ地区はさらなる延伸を要求しているが、カビエセス駅からの延伸は予定されていない。
2011年11月にはL-1とL-2の重複区間がアリツ駅から延伸し、バサウリ駅が新設された。この駅の開業を持ってL-1とL-2の路線網が完成となる予定だったが、バサウリとバサウリ近隣の町は、バサウリのサラトゥ地区にさらなる新駅を建設することを要請している。この駅は他の交通機関との乗り換え駅として機能する予定である。2009年12月、メトロ・ビルバオはバサウリに新駅を建設し、バスク鉄道やスペイン狭軌鉄道（この駅では貨物営業のみ）、L-5との乗り換え駅とすることを発表した。

### L-3（建設中）
2007年2月21日、バスク自治州政府はL-3の建設計画を発表した。L-3はビルバオ空港まで延伸される予定であり、2008年7月に建設が開始された。
L-3の建設費は2億7,900万ユーロであり、当初の予定の1億5,300万ユーロより大幅に膨れ上がった。L-3は総延長5.885kmであり、ビルバオ市議会は1日当たりの乗客数を71,000人と見込んでいる。第1段階ではエチェバリにエチェバリ＝ノルテ駅の1駅、ビルバオにオチャルコアガ駅、チュルディナガ駅、スルバランバリ駅、カスコ・ビエホ駅、ウリバリ駅の計6駅を建設する予定だったが、マティコ駅が追加されて計7駅が建設される。第2段階ではアルチャンダ山を貫通する1,875mの複線トンネルを建設し、マティコ駅からビルバオ空港まで延伸される。

### L-4（検討中）
2008年1月25日、L-4とL-5の暫定的な路線図が発表された。時を同じくしてバスク大学(UPV)は、大学が所在するレイオアとゲチョ、ビルバオ空港が所在するアスア谷を結ぶ6本目の路線の建設を請願した。
L-4（モジュア駅 – レカルデ駅間）の暫定的な路線図では、モジュア駅（現在はL-1とL-2それぞれの駅）がレカルデとつながり、途中駅としてサバルブル駅（セルカニアス・ビルバオの駅でもある）とイララ駅の2駅が建設される予定である。元々レカルデ駅はメトロとの接続がなかったため、事前段階ではモジュア駅とビルバオ＝アバンド駅のどちらに接続することで波及効果が高くなるか議論された。当初、L-3はレカルデ駅と市内の残りの地区を結ぶことが計画されていたが、最終的な計画では別の案が選択された。
L-3にレカルデを追加する計画は断念され、ルートが完全に変更された。この変更は特にレカルデの住民からの批判を呼んだ。2009年にはL-4の新たな暫定路線図が検討された。この新線はレカルデとモジュア駅を結び、モジュア駅とバスク鉄道の駅であるデウスト駅を結び、またマティコ駅にも接続する。モジュア駅の奥にはプラサ・エウスカディ駅が設置され、ネルビオン川を渡ってデウストのデウスト駅とデウスト大学の最寄り駅となるウニベルシタテア駅を経て、L-3のマティコ駅に達する。

### L-5（検討中）
L-5（エチェバリ駅 - ウサンソロ駅間）の暫定的な路線図では、エチェバリとガルダカオが結ばれる。当初は5駅のみが計画されていたが、この新路線は依然として検討中であり、大幅な修正が行われる可能性がある。その後、ガルダカオのベンゴエチェ地区に1駅が追加された。この路線は2012年に建設が開始され、2016年に終了する予定である。暫定的な路線図にはエチェバリ駅（L-1とL-2との乗り換え駅）、アペリバイ駅、ベンゴエチェ駅、ガルダカオ駅、ガルダカオ病院駅、ウサンソロ駅があり、バスク鉄道のL1、L1d、L3と接続している。

## 駅一覧
（開業済）

 （開業済）

（建設中）

（検討中）

（検討中）

## 運行形態

### Zone
Metro Bilbao is divided into the following zones, and fares change as you cross the zones. * Zone A(Bilbao): From Borueta Station to San Inazio Station (L-1 and L-2). Including both stations. * Zone B0(Upper Nervion River): From Echebari Station to Aritz Station (L-1 and L-2). * Zone B1 (Right bank of the Nervion River): From Lucana Station )L-1 to Belango Station (L-1). Including both stations. * Zone B2 (Left bank of the Nervion River): From Gurzeta＝Curses Station (L-2) to Santurzi Station (L-2). Including both stations. * Zone C (Uribe Costa): From Larrabastella Station (L-1) to Plenzia Station (L-1). Including both stations.

### 運行状況
月曜日から木曜日までの運行時間は6:00から23:00であり、金曜日と祝日の前日の運行時間は26:00までである。土曜日と日曜日には夜間運行を行い、主要路線は15分ごとに、その他の路線は30分ごとに運行している。6月から9月には金曜日にも夜間運行を行う。夏祭り（セマナ・グランデ）の期間中は毎日夜間運行を行う。平日の日中にはゾーンAが2分半間隔で運行され、ゾーンB0、B1、B2が5分間隔で運行され、ゾーンCが18分間隔で運行される。

### 乗客数
2007年の年間乗客数は約8,600万人、2013年の乗客数は約8,710万人である。1日平均では約68万人が利用し、市民1人あたり年間126回乗車する計算である。乗客数は年々順調に増加しており、路線網が拡大された1998年と2002年に劇的な変化があった。すべての建設計画が完了すると、年間の乗客数は1億人に達すると予想されている。
マドリードのメトロ・マドリード、バルセロナのメトロ・バルセロナ、バレンシアのメトロ・バレンシアに次いでスペインに建設された4番目のメトロであり、マドリードとバルセロナに次いでスペインで３番目に乗客数の多いメトロである。これらの4都市の他にはセビリア（メトロ・セビリア）、パルマ・デ・マヨルカ（メトロ・パルマ）でもメトロが運行されている。
2007年の駅別乗客数ランキング
1. アバンド駅 – 6,786,616人
2. カスコ・ビエホ駅 – 6,554,028人
3. モジュア駅（英語版） – 6,342,798人
4. インダウチュ駅 – 6,195,720人
5. サン・マメス駅 – 5,769,908人

## デザイン

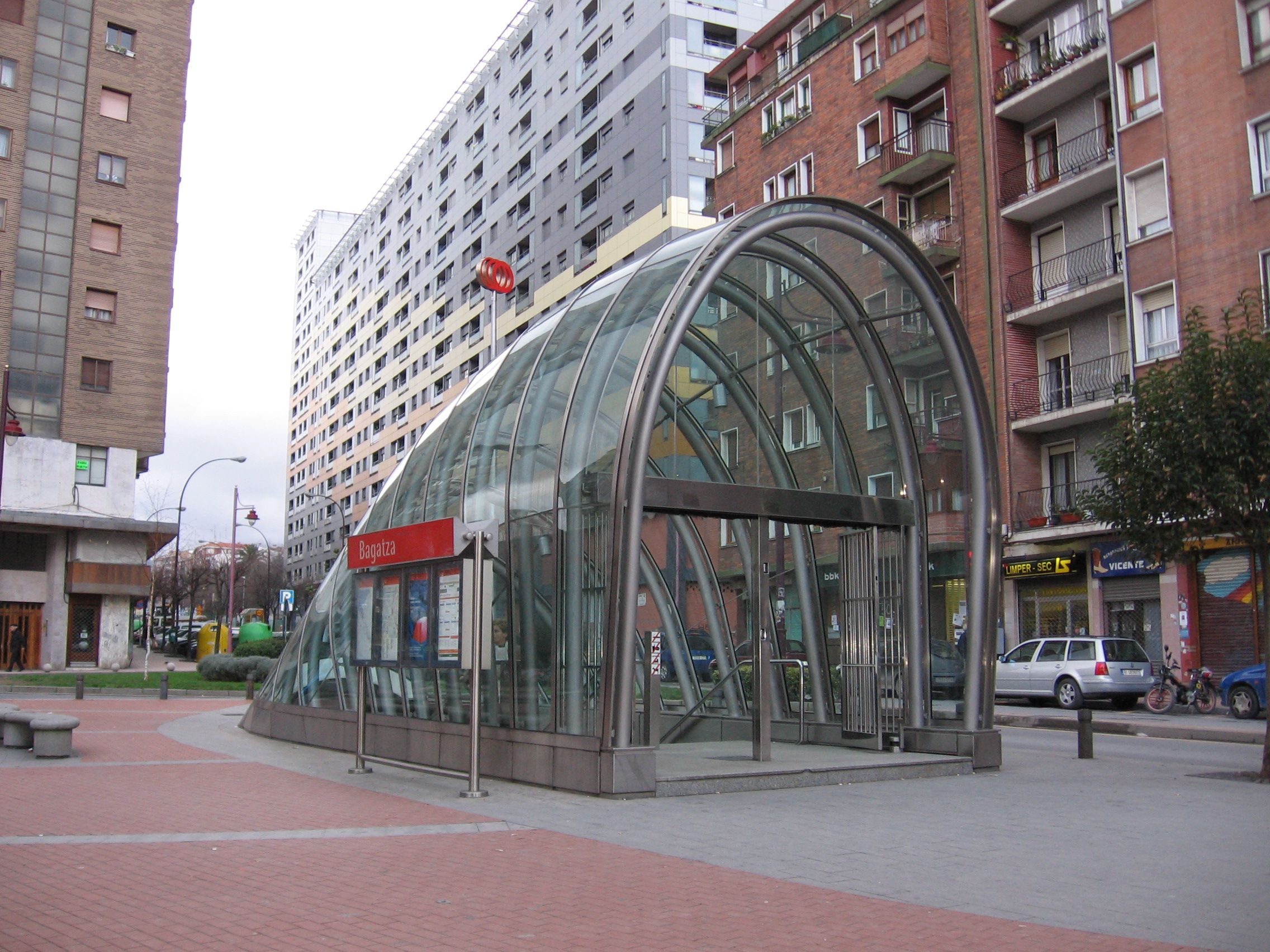
駅の出入口

メトロ・ビルバオは建築家のノーマン・フォスターによって総合的なデザインがなされ、ガラスを多用した構造を特徴としている。モダンな見た目のメトロ出入口は、革新的な駅の内部構造とともに人々の注目を集めている。特徴的なロゴはオトル・アイヒャーによってデザインされた。重要な情報は赤地に白色の文字で書かれ、二次情報は黒色の文字で書かれる。伝統的な地下鉄駅とは異なり、メトロ・ビルバオの駅の断面積は160m2と大きく、広大なオープンスペースを生んでいる。全駅でエレベーターとエスカレーターが使用でき、メトロ全体を通して鉄材やコンクリート材などが多用されている。1998年、サリコ駅は鉄道デザインのブルネル賞を受賞した。サリコ駅の構造は他駅とは大きく異なっており、広大なガラス張りのアトリウムから地下駅全体に自然光が注ぎ、地上の通りから下りのエスカレーターに乗ると降りる際に劇的な感覚を味わうことができる。主要な構造物以外に目を向けても、メトロのシートを制作したデザイン会社のアカバは、2000年11月に科学技術大臣からスペイン工業デザイン賞を受賞した。

## 車両

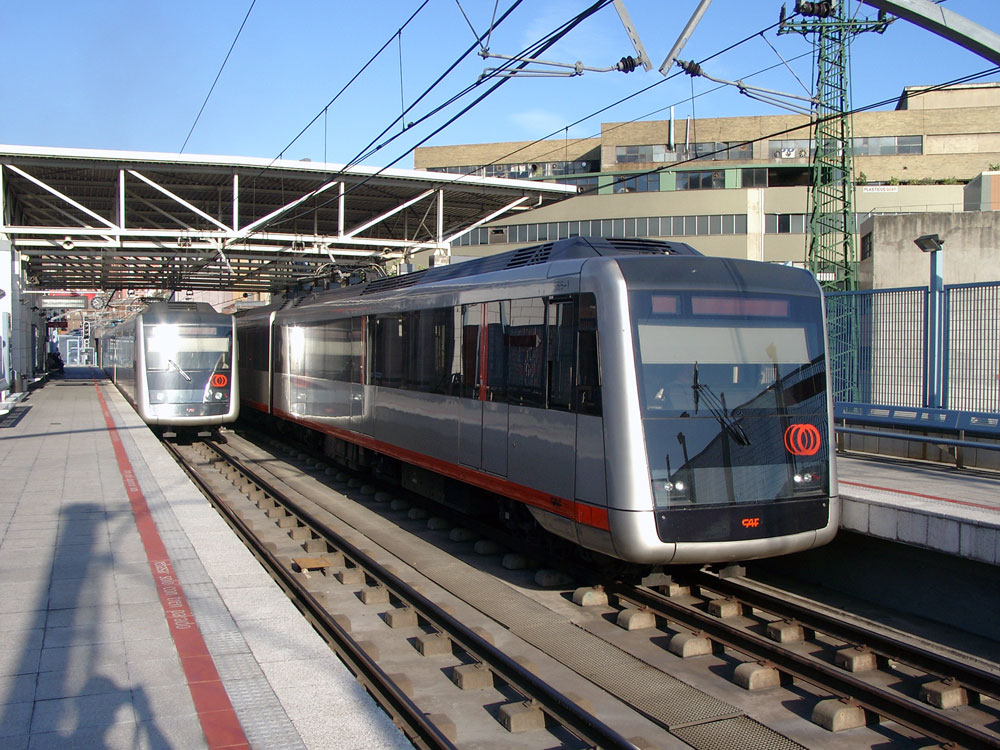
ボルエタ駅に停車中の車両

マドリード地下鉄などにも車両を納入しているCAF社製の車両を使用しており、イメージカラーの赤色と灰色で塗装されたUT-500型24編成とUT-550型13編成が在籍する。UT-501からUT-516までの16編成は1995年に配車され、1996年にUT-517からUT-524までの8編成を追加発注した。1998年にはATP（自動列車保安装置）とATO（自動列車運転装置）が導入された。ATOは運転士がボタンを押す必要があるが、それ以外の列車運行はコンピュータを介して行われる。新路線のL-2建設にともなって新形式のUT-550型13両を発注し、2001年にメトロ・ビルバオに引き渡された。この形式はUT-500型とは異なり、ネルビオン川を潜って越える際の急勾配に対応しているほか、エアコンの性能が改善された。
メトロ・ビルバオの1編成4両は全長72,120mm、全高3,850mm、全幅2,800mmである。狭軌線で使用される車両としては車体幅が大きく、例えば標準軌線のベルリン・メトロと比べて全幅は150mmも広い。最高速度は80km/時である。ボックス席が配置された座席数は144席、定員は712人である。全車両がソペラナ駅とアリツ駅で保守整備されている。

## ギャラリー

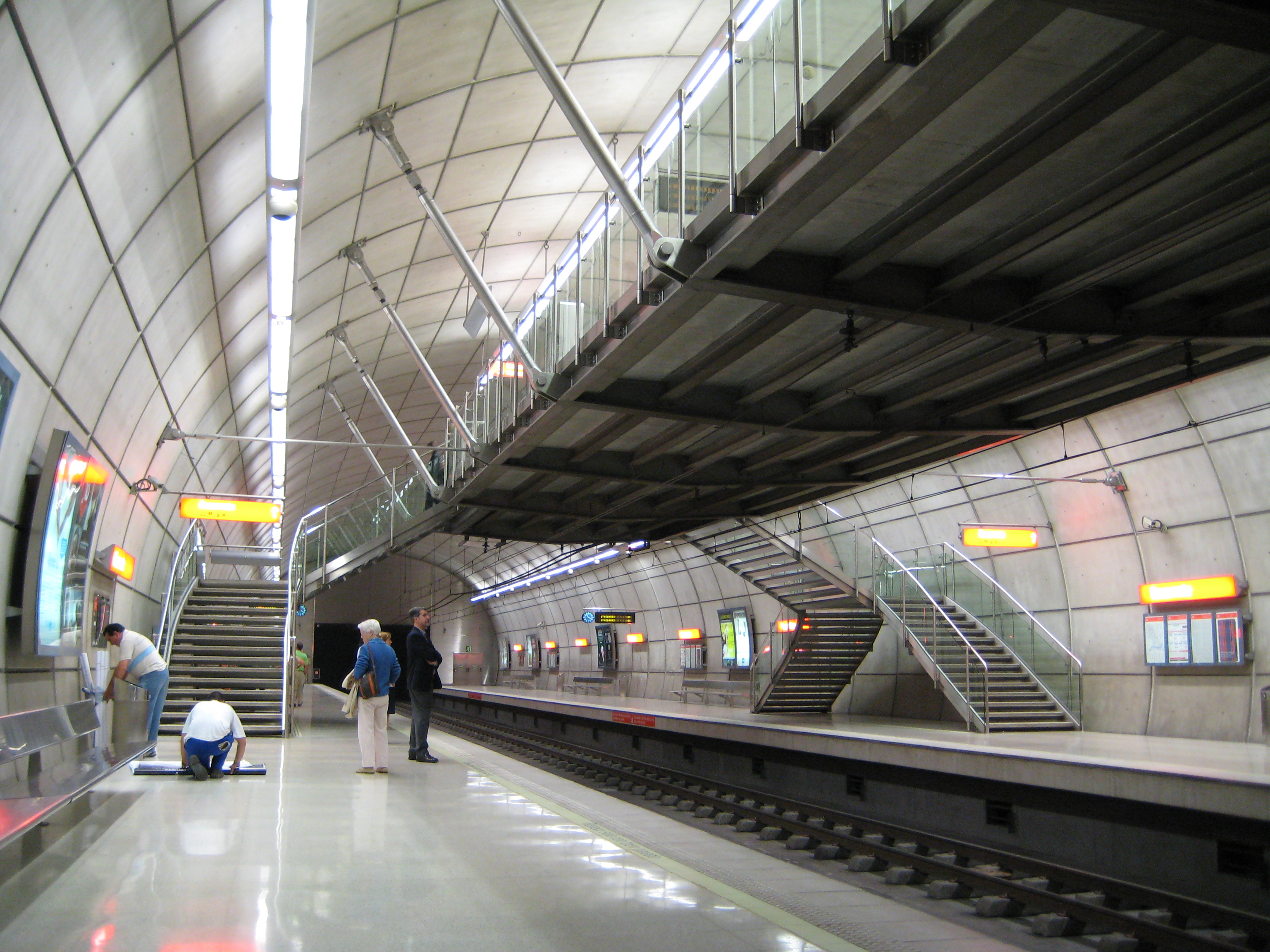
バサラテ駅
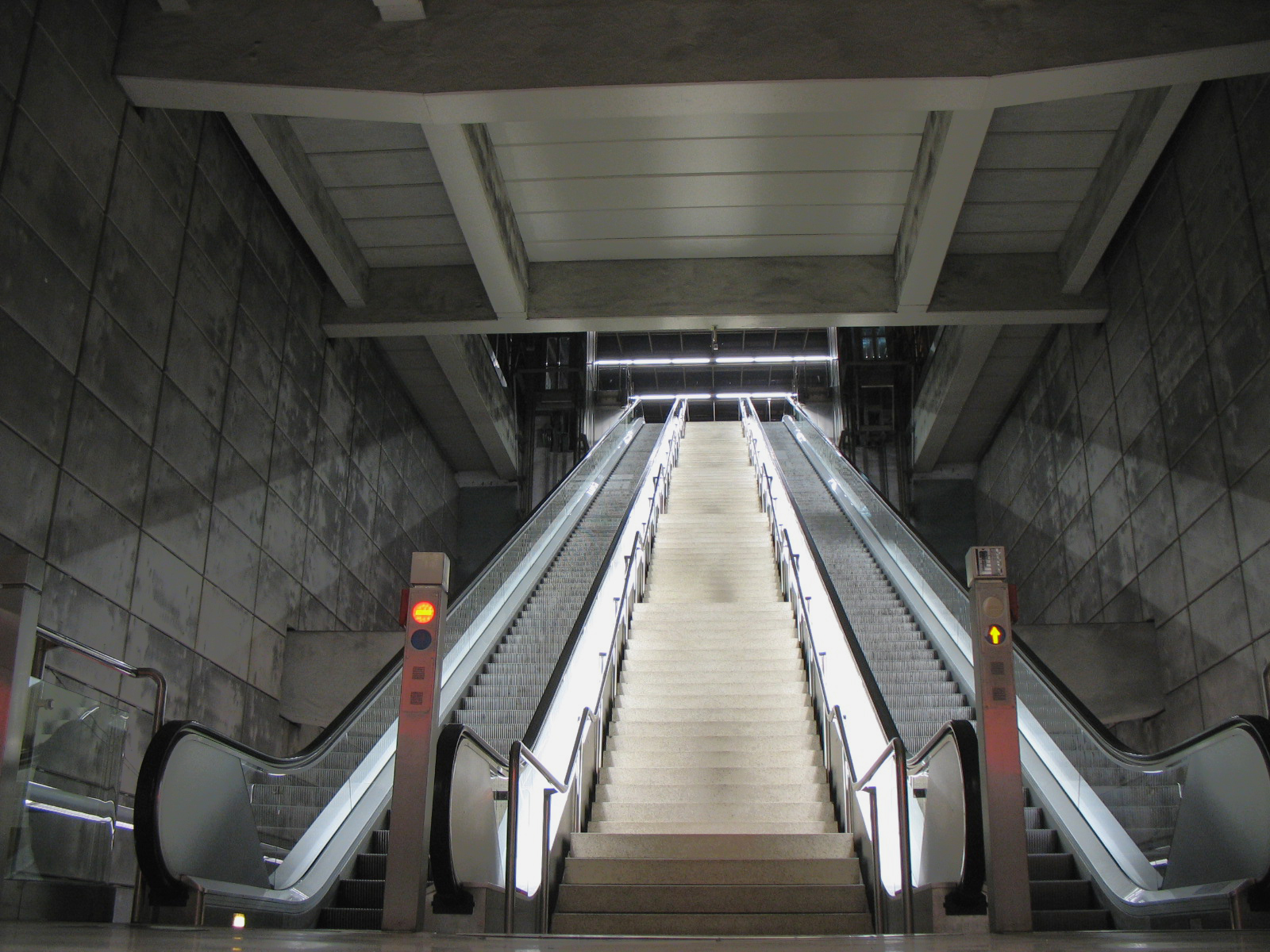
サリコ駅
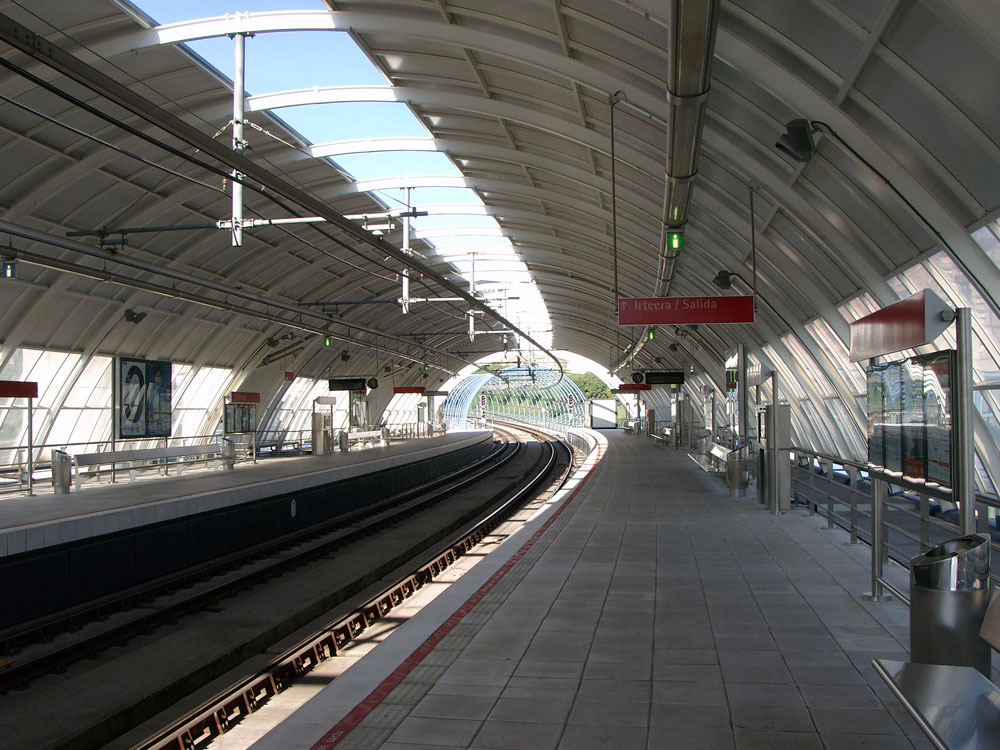
ウルビナガ駅
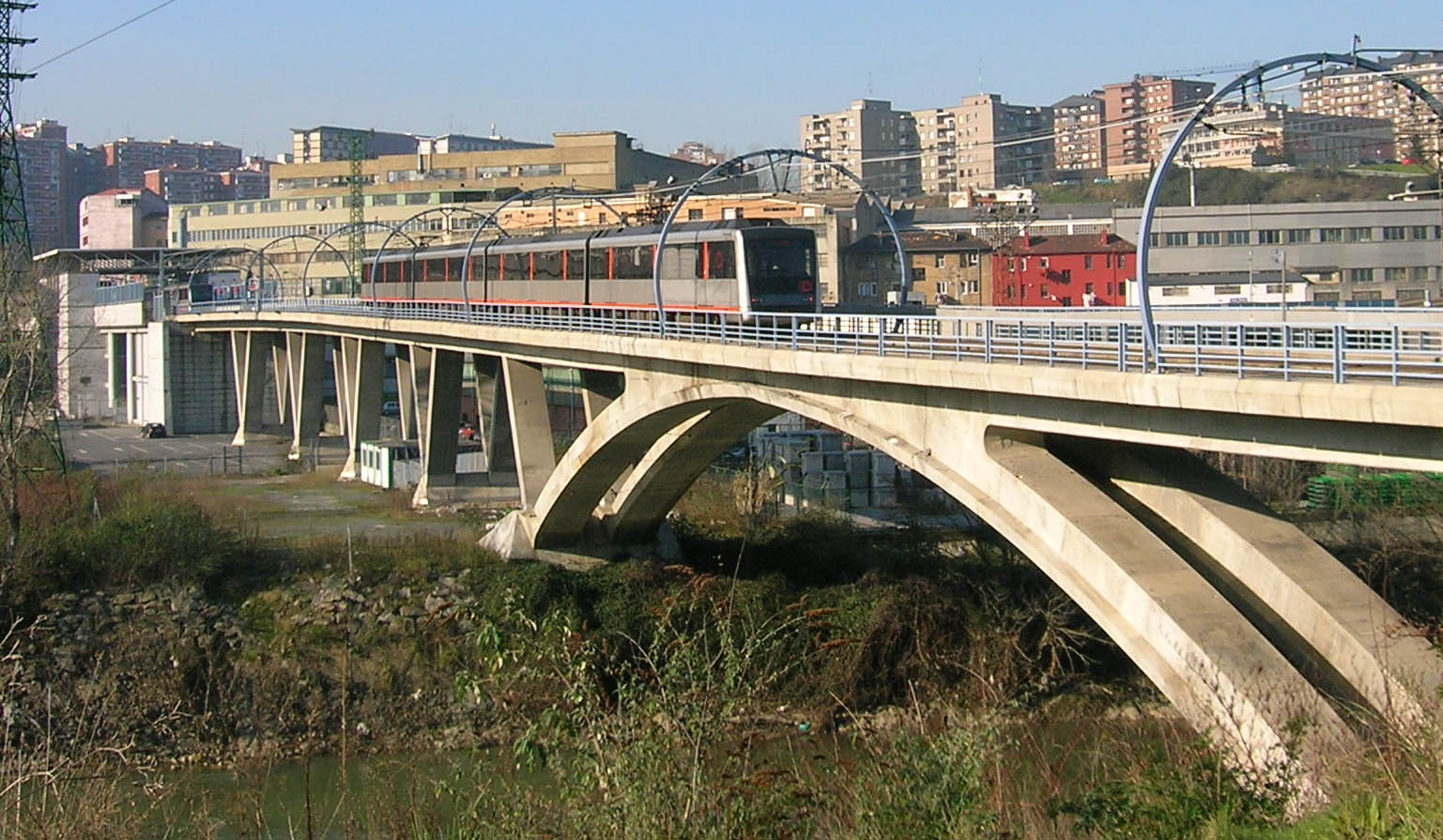
ボルエタ駅
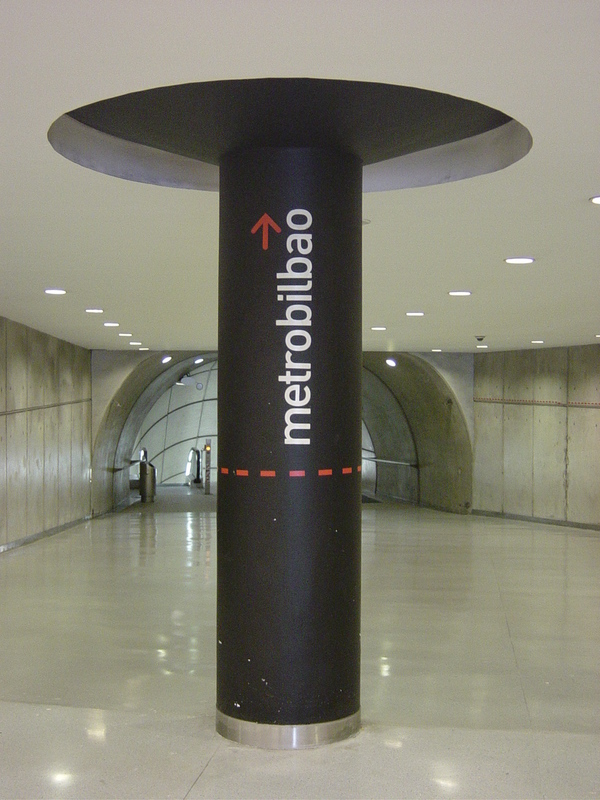
サン・マメス駅
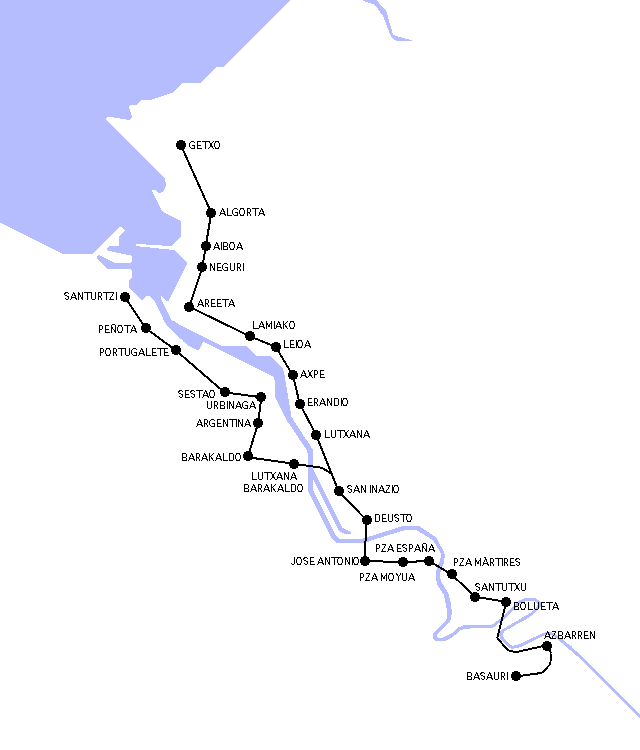
1985年の代替計画1（最終的な計画とほぼ同じ）